# 莫維拉鄉 (雅洛米察縣)
44°33′N 27°42′E / 44.55°N 27.7°E
莫維拉鄉（羅馬尼亞語：Movila, Ialomița），是羅馬尼亞的鄉份，位於該國南部，由雅洛米察縣負責管轄，面積75平方公里，海拔高度68米，2007年人口2,041，人口密度每平方公里27人。